# Врбица (Билеча)
Врбица (серб. Врбица / Vrbica) — село в общине Билеча Республики Сербской Боснии и Герцеговины. В настоящее время село необитаемо.